# I・バーナード・コーエン
I・バーナード・コーエン（I. Bernard Cohen、1914年3月1日 - 2003年6月20日）は、ハーバード大学でヴィクター・S・トマス科学史講座の教授を務め、科学史について、特にアイザック・ニュートンについて多数の著作を書いた、アメリカ合衆国の科学史家。

## 経歴
コーエンは、ニューヨーク市クイーンズ区に属する、ロングアイランドのファー・ロッカウェイに生まれた。コロンビア・グラマースクール（コロンビア・グラマー&プレパタトリー・スクールの前身）を15歳で卒業し、ニューヨーク大学に進んだが一学期で退学し、ファーミングデール農学校（Farmingdale Agricultural Institute：ニューヨーク州立大学の一部となっているファ—ミングデール州立カレッジの前身）で獣医学を学んだが、ここも短期間で辞めて、ペンシルベニア州ウェインのバレーフォージ軍事アカデミー（バレーフォージ軍事アカデミー&カレッジの前身）に在籍した後、1933年にハーバード大学に入学した。
ハーバード大学の学士課程を1937年に、数学専攻で卒業した後、コーエンは、その前年に学長ジェイムス・コナントの肝煎りで開設されたばかりの科学史専攻の大学院課程に進み、科学史の専門学術誌『アイシス (Isis)』や科学史学会の創設者ジョージ・サートンの下で、博士課程の学生として学んだ。コーエンは、1947年にベンジャミン・フランクリンについての研究で博士号を取得し、科学史の業績でPh.D.の学位を得た最初のアメリカ人となった。
コーエンは、1942年から1984年に教授職を引退するまで、教員としてハーバード大学にとどまり、さらに2000年まで課外教育や、学部の授業で教鞭を執ったが、その経歴はハーバード大学における科学史プログラムの発展の歴史でもあった。1940年代には、コナント学長の下で、ハーバード大学の一般教育課程の再編に腕をふるった。
その後、コーエンはサートンを継いで『アイシス』の編集人となり（1952年 - 1958年）、後には科学史学会の会長も務めた（1961年 - 1962年）、さらに国際科学史・科学哲学連合の会長も務めた。この間、ハーバード大学で教授に昇進したのは、1959年であった。
コーエンは、国際的に認められたニュートン研究者であったが、その関心の対象は百科全書的であり、科学や公共政策から、コンピュータの歴史まで広がっており、数十年にわたってコンピュータの歴史に関するIBMの特別顧問となっていた。数百点に及ぶコーエンの業績のなかでも主要なものとしては、 『Franklin and Newton』（1956年）、『The Birth of a New Physics』（1959年）、『The Newtonian Revolution』（1980年）、『Revolution in Science』（1985年）、『Science and the Founding Fathers』（1995年）、『Howard Aiken: Portrait of a Computer Pioneer』（1999年）、そして、最後の著作となった『The Triumph of Numbers』（2005年）、そして、共著2冊、ニュートンの『プリンキピア』の様々な校訂版と、新たな英語への翻訳がある。
コーエンが1955年4月に行なったアルベルト・アインシュタインへのインタビューは、同月に死去したアインシュタインの生前最後のインタビューとなった。このインタビューは、同年7月に『サイエンティフィック・アメリカン (Scientific American)』誌に掲載されたが、同誌は後に、フローレンス・ナイチンゲールについてのコーエンの1984年のエッセイを掲載した。
1974年、コーエンは科学史学会からジョージ・サートン・メダルを授与された。その完成を待たずに1984年に死去したラテン語学者アン・ホイットマン (Anne Whitman) とともに取り組まれ、1999年に発表された、ニュートンの『自然哲学の数学的諸原理』（プリンキピア）の英語への新たな翻訳は、1729年以来の新訳であり、多くの人々は、これをコーエンの最大の業績と考えている。この974ページに及ぶ訳業は、コーエンが15年以上の歳月をかけて完訳を遂げたものであった。
コーエンの指導学生だった者の中には、イスラム哲学者のホセイン・ナスル、タフツ大学教授のジョージ・E・スミス、バックネル大学教授マーサ・ヴェルブラッゲ (Martha Verbrugge)、アレン・G・ディーバスらがいる。

## おもな業績
- 1953 - Benjamin Franklin: His Contribution to the American Tradition
- 1956 - Franklin and Newton: An Inquiry into Speculative Newtonian Experimental Science and Franklin's Work in Electricity as an Example thereof
- 1960 - The Birth of a New Physics (LoC 60-5918, Science Study Series S10, Anchor Books, Doubleday)
  - 日本語訳：コーエン, I.B.『近代物理学の誕生：それでも地球は動く』吉本市 訳、河出書房、1967年、246頁。***（1974年、河出書房新社より再刊）
- 1971 - Introduction to Newton's Principia (1999 ed: ISBN 1-58348-601-1)
- 1981 - The Newtonian Revolution (ISBN 0-521-22964-2)
- 1981 - Studies on William Harvey (ISBN 0-405-13866-0)
- ., IB (March 1984). “Florence Nightingale”. Scientific American 250 (3):  128–37. doi:10.1038/scientificamerican0384-128. PMID 6367033. (alternative pagination depending on country of sale: 98–107)
- 1985 - Revolution in Science (ISBN 0-674-76777-2)
- 1985 - Album of Science: From Leonardo to Lavoisier, 1450-1800 (ISBN 0-684-15377-7)
  - 日本語訳：全6巻
    - コーエン, バーナード『〈マクミラン〉世界科学史百科図鑑(1)』伊東俊太郎 訳、原書房、423頁。
    - コーエン, バーナード『〈マクミラン〉世界科学史百科図鑑(2)』村上陽一郎 訳、原書房、321頁。
    - コーエン, バーナード『〈マクミラン〉世界科学史百科図鑑(3)』村上陽一郎 訳、原書房、439頁。
    - コーエン, バーナード『〈マクミラン〉世界科学史百科図鑑(4)』江沢洋 訳、原書房、320頁。
    - コーエン, バーナード『〈マクミラン〉世界科学史百科図鑑(5)』丸山工作 訳、原書房、322頁。
    - コーエン, バーナード『〈マクミラン〉世界科学史百科図鑑(6)』原書房、221頁。
- 1985 - The Birth of a New Physics (ISBN 0-393-01994-2)
- 1990 - Benjamin Franklin's Science (ISBN 0-674-06658-8)
- 1994 - Interactions: Some Contacts between the Natural Sciences and the Social Sciences (ISBN 0-262-03223-6)
- 1995 - Science and the Founding Fathers: Science in the Political Thought of Jefferson, Franklin, Adams, and Madison (ISBN 0-393-03501-8)
- 1996 - Newton: Texts Backgrounds Commentaries (Norton Critical Editions) (ISBN 0-393-95902-3)
- 1999 - Howard Aiken: Portrait of a Computer Pioneer (History of Computing) (ISBN 0-262-03262-7)
- 1999 - The Principia: Mathematical Principles of Natural Philosophy (Translator) (ISBN 0-520-08816-6)
- 2000 - Isaac Newton's Natural Philosophy (Editor) (ISBN 0-262-02477-2)
- 2002 - The Cambridge Companion to Newton (Editor) (ISBN 0-521-65177-8
- 2005 - The Triumph of Numbers: How Counting Shaped Modern Life (ISBN 0-393-05769-0)
  - 日本語訳：コーエン, I.バーナード『数が世界をつくった - 数と統計の楽しい教室』寺嶋英志 訳、青土社、2007年10月20日、249頁。ISBN 978-4791763610。